# Harris v. New York
In seiner Entscheidung Harris v. New York vom 24. Februar 1971, Aktenzeichen 65-759, Fundstelle: 401 U.S. 222 (1971), stellte der Oberste Gerichtshof der Vereinigten Staaten fest, dass Aussagen, die vor der Belehrung über das Schweigerecht („Miranda Warning“) getätigt wurden, zwar nicht als Beweismittel im eigentlichen Sinne gegen den Angeklagten verwendet werden dürfen. Allerdings dürfen sie ohne eine Verletzung der im Urteil „Miranda v. Arizona“ festgestellten Rechte des Angeklagten aus dem Fifth, Sixth, und dem Fourteenth Amendment benutzt werden, um die Glaubwürdigkeit von Aussagen, die der Angeklagte im Prozess tätigt, zu erschüttern.

## Sachverhalt
Der Entscheidung lag zugrunde, dass Harris vorgeworfen wurde, an einen Zivilfahnder der New Yorker Polizei zwei Mal Heroin verkauft zu haben. Bei seiner Verhaftung räumte der zuvor nicht Belehrte diese beiden Verkäufe, ausgelöst durch die Nachfrage des Zivilfahnders, ein. Aufgrund der fehlenden Belehrung wurde dieses Geständnis nicht im Prozess herangezogen, um Harris der Taten zu überführen. Allerdings sagte Harris dann im Prozess aus, der erste Verkauf habe gar nicht stattgefunden und beim zweiten habe er lediglich Backpulver verkauft. Nunmehr zog die Staatsanwaltschaft das ursprüngliche Geständnis von Harris heran, um die Glaubwürdigkeit seiner Aussage zu erschüttern.

## Entscheidung
Das Gericht stellte in Auslegung der Miranda-Entscheidung mit 5 zu 4 Stimmen fest, dass die dort festgestellten Beweisverwertungsverbote hinsichtlich von Aussagen, die ohne Belehrung zustande gekommen sind, ihre Schutzwirkung hinsichtlich der Nutzung als Beweismittel für den eigentlichen Anklagevorwurf entfalten. Nicht aber sei eine gänzliche Unverwendbarkeit der Aussagen im gesamten Prozess anzunehmen. So sollen die in der Miranda-Entscheidung gefundenen Rechte nicht dazu pervertiert werden dürfen, zur Verteidigung den Meineid einzusetzen ohne fürchten zu müssen, mit vorherigen anderweitigen Aussagen konfrontiert zu werden. Die Frage, ob hierdurch eventuell Missbrauch durch die Polizei angeregt werde, trete hinter die Wert einer Nutzbarkeit zur Klärung der Glaubwürdigkeit zurück.

## Kritik
Die Entscheidung sieht sich erheblicher Kritik gegenüber. Wenn eine – wohlgemerkt rechtswidrig zustande gekommene – Aussage, die sich nicht um Randgeschehen, sondern direkt um den Tatvorwurf dreht, in demselben Prozess zwar nicht zur Frage der Schuld des Angeklagten, wohl aber zu Frage seiner Glaubwürdigkeit genutzt werden darf, kann man nicht erwarten, dass diese rechtliche Differenzierung faktisch erhalten bleibt und die Geschworenen und auch das Gericht sich hiervon nicht beeindrucken lassen. Dies stellt faktisch eine weitreichende Umgehung der Rechte aus dem Miranda-Entscheidung dar. Hinzu tritt die im Urteil zum Ausdruck kommenden Tendenz, dass Geständnisse, selbst wenn sie rechtswidrig erlangt sind, grundsätzlich einfach als wahr angesehen werden.